# سیارک ۶۱۷۳
سیارک ۶۱۷۳ (به انگلیسی: 6173 Jimwestphal، نامگذاری:1983AD) شش هزار و صد و هفتاد و سومین سیارک کشف شده‌است که در ۹ ژانویه ۱۹۸۳ کشف شد.
قدر مطلق سیارک برابر ۱۲٫۶۰ است.